# Tales from the Punchbowl
Tales from the Punchbowl é o quarto álbum de estúdio da banda americana de rock, Primus), divulgado no dia 6 de junho, 1995. foi o último álbum com Tim Alexander, ele voltou para a Primus sete anos mais tarde. Ganhou disco de Ouro em 20 de julho de 1995.

## Reedição de CD
Em 1996, o álbum foi re-lançado como um CD Extra para Macintosh e Windows. É uma espécie de jogo onde os jogadores devem "navegar a partir do comando do Capitão Shiner em um barco através de um líquido encantado muito estranho e ilhas misteriosas. Muitas experiências lembram pinturas de Dalí e Bosch.

## Lista de faixas
Todas letras escritas por Les Claypool; todas músicas compostas por Primus.
| No.         | Título                                  | Tempo |
| ----------- | --------------------------------------- | ----- |
| 1.          | "Professor Nutbutter's House of Treats" | 7:12  |
| 2.          | "Mrs. Blaileen"                         | 3:19  |
| 3.          | "Wynona's Big Brown Beaver"             | 4:24  |
| 4.          | "Southbound Pachyderm"                  | 6:21  |
| 5.          | "Space Farm"                            | 1:45  |
| 6.          | "Year of the Parrot"                    | 5:45  |
| 7.          | "Hellbound 17½ (Theme From)"            | 2:59  |
| 8.          | "Glass Sandwich"                        | 4:05  |
| 9.          | "Del Davis Tree Farm"                   | 3:23  |
| 10.         | "De Anza Jig"                           | 2:26  |
| 11.         | "On the Tweek Again"                    | 4:41  |
| 12.         | "Over the Electric Grapevine"           | 6:24  |
| 13.         | "Captain Shiner"                        | 1:15  |
| Tempo Total | Tempo Total                             | 54:05 |

## Pessoal
- Les Claypool – baixo, vocais, contra-baixo, fretless
- Larry LaLonde – guitarra, banjo
- Tim Alexander – bateria e samples